# (2189) Zaragoza
(2189) Zaragoza ist ein Hauptgürtelasteroid vom Typ S, der am 30. August 1975 im El Leoncito Observatory, einer Außenstelle des Felix-Aguilar-Observatoriums, entdeckt wurde.
Benannt wurde er zu Ehren des 1979 verstorbenen Alda Zaragoza. Er war ein Mitarbeiter des Observatoriums und für die Analyse der Platten zuständig. Außerdem berechnete er die Umlaufbahnen vieler dort beobachteten Kometen und Asteroiden.